# Luis Campero
Luis Norberto Campero – piłkarz urugwajski, napastnik.
Jako piłkarz klubu Liverpool Montevideo wziął udział w turnieju Copa América 1957, gdzie Urugwaj zajął czwarte miejsce. Campero zagrał w pięciu meczach - z Kolumbią (tylko w drugiej połowie - w przerwie meczu zastąpił Ariela Fernándeza), Argentyną, Peru, Brazylią (zdobył 2 bramki) i Chile (zdobył 1 bramkę).
Wziął też udział w nieudanych eliminacjach do finałów mistrzostw świata w 1958 roku.
Campero rozegrał w reprezentacji Urugwaju 5 meczów i zdobył 3 bramki - wszystkie podczas turnieju Copa América.